# (95939) Thagnesland
(95939) Thagnesland est un astéroïde de la ceinture principale.

## Description
(95939) Thagnesland est un astéroïde de la ceinture principale. Il fut découvert le 30 mai 2003 à Wrightwood par James Whitney Young. Il présente une orbite caractérisée par un demi-grand axe de 2,61 UA, une excentricité de 0,10 et une inclinaison de 4,8° par rapport à l'écliptique.

## Compléments